# Carl Fredrik Læstadius
Carl Fredrik Læstadius, född 14 juli 1848 i Jokkmokks församling, död 2 februari 1927 i Stensele församling, var en svensk präst.

## Biografi
Læstadius var son till kyrkoherden Johan Læstadius och Vendela Lotta Björkman. Læstadius blev student vid Uppsala universitet 1870, prästvigdes 1875, blev samma år föreståndare för Statens lapska seminarium i Mattisudden, blev komminister i Kvikkjokks församling 1880 och var kyrkoherde i Stensele församling från 1888. Læstadius var kontraktsprost för Lappmarkens västra kontrakt 1919–1924.

### Familj
Læstadius var gift med Eva Kristina Fjellström, med vilken han hade åtta barn.